# Bílkove Humence
Bílkove Humence (allemand : Hummenetz , hongrois : Bilka Humenecz) est un village de Slovaquie situé dans la région de Trnava.

## Histoire
La première mention écrite du village date de 1828.

## Démographie

### Évolution de la population
| Année:               | 1994. | 2004.    | 2014.   | 2024.   |
| -------------------- | ----- | -------- | ------- | ------- |
| Nombre de personnes: | 246   | 217      | 206     | 194     |
| Différence:          |       | -11,78 % | -5,06 % | -5,82 % |

| Année:               | 2023. | 2024.   |
| -------------------- | ----- | ------- |
| Nombre de personnes: | 193   | 194     |
| Différence:          |       | +0,51 % |